# 加拉蒂马梅尔蒂诺
加拉蒂马梅尔蒂诺（義大利語：Galati Mamertino），是意大利西西里大区墨西拿廣域市的一个市镇。总面积39平方公里，人口2872人，人口密度73.6人/平方公里（2009年）。ISTAT代码为083030。